# Tygo Gernandt
Tygo Gernandt (ur. 7 kwietnia 1974 roku w Amsterdamie) – holenderski aktor filmowy, telewizyjny i głosowy, scenarzysta.

## Wybrana filmografia

### Filmy fabularne
- 1993: Angie jako Freddy, przyjaciel Alexa
- 1996: Aby to cholera! (Naar de klote!) jako Martijn
- 1999: Jezus był Palestyńczykiem (Jezus is een Palestijn) jako Steven
- 2001: Dusza zabójcy (Soul Assassin) jako Sushi Guy
- 2001: Godforsaken (Van God Los) jako Maikel Verheije
- 2004: Holenderski ojciec chrzestny (De Dominee) jako Ochroniarz Piet
- 2005: Joyride jako Tim
- 2005: Sznycel Paradise (Het Schnitzelparadijs) jako Goran
- 2006: W objęciu tysiąca ramion (Ik omhels je met 1000 armen) jako Egon
- 2006: Dziki romans (Wild Romance) jako Koos van Dijk
- 2007: Sextet (Sextet: De Nationale Bedverhalen) jako staroświecki człowiek
- 2007: Życie (Vivere)
- 2008: Ostatnia zima wojny (Oorlogswinter) jako Bertus
- 2008: 'Dunya i Desie (Dunya & Desie) jako Pim
- 2009: Carmen van het Noorden jako Joz Jansen
- 2010: Czarna śmierć (Black Death) jako Ivo

### Filmy krótkometrażowe
- 1993: Hugo jako Przyjaciel Hugo
- 2001: Wyjście awaryjne (Emergency Exit) jako Dagger (Sztylet)
- 2003: Inny kraj (Anderland) jako Joran
- 2004: Paw! (Poot!) jako Michel

### Seriale TV
- 1991: Goede tijden, slechte tijden (Dobre czasy, złe czasy) jako Carl
- 1996: Fort Alpha jako Dennis Hulshof
- 1995: Ik ben je moeder niet (Nie jestem twoją matką) jako Marc
- 1997: Czarodziejka z Księżyca (Bishōjo senshi Sērā Mūn) - głos
- 1998: Zachodni wiatr (Westenwind) jako Leo
- 2006: Van Speijk jako Sylvester Daals
- 2006: Trollz jako Coal (głos)
- 2006: Słowami Ginger (As Told by Ginger) jako Hoodsey (głos)
- 2009: Wielki pożar  (Vuurzee) jako Christiaan Spiedijk
- 2009: Łowcy smoków (Chasseurs de dragons) jako Gwizdo (głos)